# Bakałarzewo (gromada)
Bakałarzewo – dawna gromada, czyli najmniejsza jednostka podziału terytorialnego Polskiej Rzeczypospolitej Ludowej w latach 1954–1972.
Gromady, z gromadzkimi radami narodowymi (GRN) jako organami władzy najniższego stopnia na wsi, funkcjonowały od reformy reorganizującej administrację wiejską przeprowadzonej jesienią 1954 do momentu ich zniesienia z dniem 1 stycznia 1973, tym samym wypierając organizację gminną w latach 1954–1972.
Gromadę Bakałarzewo z siedzibą GRN w Bakałarzewie utworzono – jako jedną z 8759 gromad – w powiecie suwalskim w woj. białostockim, na mocy uchwały nr 23/V WRN w Białymstoku z dnia 4 października 1954. W skład jednostki weszły obszary dotychczasowych gromad Bakałarzewo, Malinówka, Matłak, Nowa Wieś, Skazdub Stary, Skazdub Nowy i Zdręby ze zniesionej gminy Wólka w tymże powiecie. Dla gromady ustalono 12 członków gromadzkiej rady narodowej.
1 stycznia 1958 do gromady Bakałarzewo przyłączono wieś Suchorzec i osadę Ogrodzisko ze zniesionej gromady Zusno.
31 grudnia 1959 do gromady Bakałarzewo przyłączono obszar zniesionej gromady Karasiewo oraz wsie Kamionka Nowa, Kamionka Stara, Kamionka Poprzeczna, Klonowa Góra, Maryna, Podwólczanka, Wólka, Zajączkowo, Konstantynówka i Podrabalin, kolonię Wólka-Folwark, PGR Zajączkowo, obszar lasów państwowych N-ctwa Rospuda obejmjący oddziały 50—62 oraz jeziora Bolesty (część północna) i Okrągłe ze zniesionej gromady Kamionka Nowa.
1 stycznia 1969 do gromady Bakałarzewo przyłączono wsie Góra i Słupie ze zniesionej gromady Chmielówka Stara oraz wieś Orłowo ze zniesionej gromady Wychodne.
Gromada przetrwała do końca 1972 roku, czyli do kolejnej reformy gminnej. Z dniem 1 stycznia 1973 roku utworzono gminę Bakałarzewo.